# Fastlandskina
Fastlandskina eller Kontinentalkina (traditionel kinesisk: 中國大陸, simplificeret kinesisk: 中国大陆, pinyin: Zhongguó dàlù) er et uformelt, men ofte anvendt udtryk om de territoriale områder, der kontrolleres af Folkerepublikken Kina med undtagelse af de særlige administrative regioner Hong Kong og Macao, der begge er tidligere kolonier. Fastlandskina omfatter således heller ikke den del af Kina, der kontrolleres af Republikken Kina, det vil sige Taiwan og flere andre øer.
Der er hovedsageligt to årsager til, at betegnelsen Fastlandskina har vundet indpas. For det første insisterer begge kinesiske stater på, at Kina er ét land og at områderne kontrolleret af de to regeringer bør genforenes. For det andet har forskere, diplomater og andre ofte behov for at referere til den stat eller det område, der i daglig tale omtales som Kina (Folkerepublikken Kina) uden at give udtryk for en stillingtagen til konflikten mellem de kinesiske stater. Endelig afviger Hong Kong og Macao, der er en del af Folkerepublikken Kina så meget fra resten af republikken i styreform, nyere historie og økonomisk udvikling, at det giver mening at undtage disse fra betegnelsen.
36°N 106°Ø / 36°N 106°Ø